# Theridion oatesi
Theridion oatesi là một loài nhện trong họ Theridiidae.
Loài này thuộc chi Theridion. Theridion oatesi được Tord Tamerlan Teodor Thorell miêu tả năm 1895.